# MicroSurvey
MicroSurvey Software Inc. es una compañía desarrolladora de software especializado para ingenieros topógrafos, ingenieros civiles, topógrafos sísmicos, cartógrafos, y especialistas en la reconstrucción de accidentes. Uno de sus productos principales es el programa FieldGENIUS para colección de datos con receptores GPS; otro programa popular es el MicroSurvey CAD, una aplicación de escritorio similar al AutoCAD. En 2012 MicroSurvey fue absorbida por el Grupo Hexagon.

## Historia
MicroSurvey inició como un pequeño grupo de desarrolladores informáticos canadienses, su primera aplicación fue creada en Edmonton, Alberta en 1984/85 bajo el sistema DOS. El primer producto comercial de MicroSurvey fue introducido en el mercado de la topografía en agosto de 1985 bajo el nombre COGO85. Su éxito comercial llevó a sus creadores a solicitar crédito en 1986 para la creación de MicroSurvey Marketing International, Inc.
En 1987 las oficinas se mudaron a Newmarket debido a que la mayor parte de sus ventas eran para clientes de Ontario y el este de Canadá. En 1989 MicroSurvey hizo un acuerdo con 'DCA Engineering Software' de  Henniker para que se hicieran cargo de las ventas, el soporte técnico, la documentación y distribución de sus productos. Posteriormente, la compañía se mudó a West Kelowna, British Columbia en 1990 y entonces se terminó el acuerdo con 'DCA Engineering Software', lo que llevó a una reorganización de la empresa. En 1992 los activos fueron transferidos a una nueva compañía, MicroSurvey Software Inc.
En 2010 el grupo Sueco de tecnología para medición Hexagon Group inició la compra de diversas empresas de tecnología, entre ellas MicroSurvey. Para inicios de 2012, Hexagon Group finalizó la adquisición completa de MicroSurvey y la incorporó en su rango de soluciones. Actualmente MicroSurvey desarrolla software de escritorio y software para colectoras de campo que incluye aplicaciones que van desde ingeniería civil, geodesia hasta levantamientos forenses y periciales. Sus oficinas principales actualmente están ubicadas en West Kelowna, BC, Canadá.